# 존 윅 (등장인물)
존 윅(영어: John Wick)은 영화 존 윅 시리즈에 등장하는 캐릭터다. 키아누 리브스가 연기했다. 한국판 성우는 구자형, 일본은 모리카와 토시유키다.